# Sản xuất giao diện chất lỏng liên tục (CLIP)
Sản xuất giao diện chất lỏng liên tục (CLIP; ban đầu là in liên pha lỏng liên tục) là phương pháp in 3D độc quyền sử dụng sự quang trùng hợp để tạo ra các vật thể rắn mịn ở nhiều hình dạng sử dụng nhựa. Nó được phát minh bởi Joseph DeSimone, Alexander và Nikita Ermoshkin và Edward T. Samulski và ban đầu được sở hữu bởi EiPi Systems, nhưng hiện đang được phát triển bởi Carbon.

## Quy trình

Phương pháp Sản xuất Giao diện Chất lỏng Liên tục sử dụng ánh sáng cực tím để làm cứng một hạt nhựa cảm quang trong khi vật thể được chế tạo được kéo ra khỏi bồn nhựa.

Quá trình liên tục bắt đầu với một bể nhựa polyme cảm quang lỏng. Một phần của đáy hồ bơi là trong suốt với tia cực tím ("cửa sổ"). Một chùm tia cực tím chiếu xuyên qua cửa sổ, chiếu sáng mặt cắt ngang chính xác của vật thể. Ánh sáng làm cho nhựa cứng lại. Vật thể nâng lên đủ chậm để cho phép nhựa chảy phía dưới và duy trì tiếp xúc với đáy của vật thể. Một màng thấm oxy nằm bên dưới lớp nhựa, tạo ra một “vùng chết” (giao diện lỏng liên tục) ngăn nhựa dính vào cửa sổ (quang trùng hợp bị ức chế giữa cửa sổ và chất polyme hóa).
Không giống như in li-tô lập thể, quá trình in liên tục. Các nhà phát minh cho rằng nó có thể tạo ra các đối tượng nhanh hơn 100 lần so với các phương thức in ba chiều (3D) thương mại.

## Ứng dụng
Các đối tượng CLIP có mặt mịn, không giống như các máy in 3D thương mại năm 2015 mà các mặt của chúng thường thô ráp khi chạm vào. Một số loại nhựa tạo ra các vật thể cao su và linh hoạt, không thể sản xuất được bằng các phương pháp trước đó.

## Lịch sử

### Bằng sáng chế và nhãn hiệu
CLIP là một từ viết tắt của thuật ngữ in liên pha chất lỏng liên tục vào thời điểm bằng sáng chế ban đầu được nộp, được mô tả trong hai bằng sáng chế, có tiêu đề 'in liên pha lỏng liên tục' và 'Phương pháp và thiết bị cho chế tạo ba chiều với thức ăn thông qua chất mang'. Cả hai bằng sáng chế đã được nộp vào ngày 10 tháng 2 năm 2014, bởi EiPi Systems, Inc với tư cách là người nộp đơn với các cá nhân có tên sau đây là 'nhà phát minh': Joseph DeSimone, Alexander Ermoshkin, Nikita Ermoshkin và Edward T. Samulski.
Theo dữ liệu trong cơ sở dữ liệu văn phòng của Bộ trưởng Ngoại giao California, Carbon được liệt kê vào ngày 6 tháng 9 năm 2014. Một nhãn hiệu đã được nộp vào ngày 10 tháng 9, cho nhãn hiệu 'CARBON3D'.

### Công khai trước công chúng
Một bài báo trên tạp chí đã được xuất bản trong Science chi tiết các kết quả của nhóm. Tại buổi nói chuyện TED vào tháng 3 năm 2015, DeSimone đã trình diễn một mẫu máy in 3D sử dụng công nghệ CLIP và tạo ra một đối tượng tương đối phức tạp trong chưa đầy 10 phút, tương đối đa số trong hội nghị. DeSimone trích dẫn một cảnh trong bộ phim năm 1992 Terminator 2: Judgment Day, nơi máy T-1000 tự tạo hình chính nó từ một bể kim loại, như một nguồn cảm hứng cho sự phát triển của công nghệ.